# Sergio Barroso
Sergio Barroso (auch Sergio Fernández Barroso, * 4. März 1946 in Havanna) ist ein kubanisch-kanadischer Komponist und Musikpädagoge.
Barrose besuchte von 1950 bis 1966 das Instituto Superior de Arte in Havanna, wo Alfredo Levy, César Pérez Sentenat, Edgardo Martín und Alfredo Díaz Nieto zu seinen Lehrern gehörten. Danach studierte er bis 1968 Komposition bei Václav Dobiáš, Alois Hába und Karel Janeček an der Prager Musikakademie, Dirigieren bei Manuel Duchesne und Gonzalo Romeu an der Universidad de La Habana und Computermusik bei John Chowning und Jean-Claude Risset an der Stanford University.
Er unterrichtete dann am Konservatorium, der Musikschule und der Universität von Havanna. Daneben war er Leiter der Musikabteilung der Nationalbibliothek und des Kultusministeriums von Kuba und Verantwortlicher für zeitgenössische Musik beim Instituto Cubano de Radio y Televisión. Von 1976 bis 1980 war er Generalsekretär der kubanischen Sektion des International Music Council der UNESCO.
1980 übersiedelte er nach Kanada, wo er zunächst an der Trent University, von 1981 bis 1984 an der University of Victoria und danach an der Simon Fraser University unterrichtete.
Seit 1969 komponiert Barroso vorrangig elektroakustische Musik, daneben entstanden aber auch Werke für Orchester, Kammerensemble und Chor sowie Filmmusiken. Seine Werke wurden international aufgeführt, u. a. beim International Rostrum of Composers (1980 und 1995) und beim International Rostrum of Electroacoustic Music (1990 und 1994) der UNESCO. Er erhielt 1980 einen Preis bei der Bourges Electroacoustic Competition, 1999 den New York Cintra/Arts International Composition Award und 2000 den Victor M. Lynch-Staunton Award des Canada Council for the Arts.

## Werke
- El ángel desengañado für Alt und Klavier (Text von Rafael Alberti), 1963
- Tres Canciones azules für Sopran und Klavier (Text von Rafael Alberti), 1963
- Tres Canciones grises für Alt und Klavier (Text von Federico García Lorca), 1963
- Grietas für Sopran und Klavier  (Text von Xiomara Funes), 1965
- Microsuite für Klavier, 1965
- Variaciones del Motoriongo für Klavier, 1966
- Música para pequeños oídos für Klavier, 1966
- Cuarteto de cuerdas, 1967
- Concierto für Oboe und Orchester, 1967–68
- Oda al soldado muerto für großes Orchester, 1968
- Concierto für Klavier, Schlagzeug, Publikum und Tonband, 1968
- Plásmasis, Ballett für Orchester und Tonband, Choreographie von Alicia Alonso, 1970
- La casa de Bernarda Alba, Ballett nach Federico García Lorca für kleines Orchester, 1971–75
- Dinamia, Ballett, für Tonband, 1972
- Concerto for String(s) and Four Sound Sources, 1972
- Yantra I für Gitarre und Tonband, 1972
- Yantra III für Gitarre und Tonband, 1972
- Noema II für Stimme, Gitarre, Violine, Kontrabass, Klavier und Tonband, 1972
- Yantra II für 14 Bläser, 1973–74
- Yantra IV für Flöte(n) und Tonband, 1975
- Yantra V für Gitarre, 1975
- Ireme, Ballett, für Mezzosopran, Schlagzeug und Tonband, 1975
- Rumbos, für Tonband und Diaprojektionen (von Sandú Darié), 1975
- Neverland, Tanzmusik, für Tonband, 1976
- Yantra VI für Klavier und Tonband, 1976–79
- Yantra VII für großes Orchester, 1977
- Yantra VIII für Klavier, 1978
- Yantra IX für Sopransaxophon und Tonband, 1979
- Yantra X für Fagott und Tonband, 1981–82
- Las barricadas misteriosas für Tonband, 1982
- Quince Miradas a Don Quijote für zwei Gitarren, 1984
- Danzas coloniales cubanas für Horn, zwei Trompeten, Posaune und Tuba, 1984
- The Tempest Schauspielmusik für das Stück von William Shakespeare für Tonband, 1984
- Tropical Sweet für Streichorchester, 1986
- En febrero mueren las flores für Violine und Tonband, 1987
- Soledad für Tonband, 1987
- Canzona für Synthesizer und Tonband, 1988
- La fiesta für Synthesizer und Tonband, 1989
- La fiesta grande für Synthesizer und Orchester, 1990
- Tablao für Gitarre ad lib. und Tonband, 1991
- Crónicas de ultrasueño für Oboe, Synthesizer und Tonband, 1992
- Sonatada für Synthesizer, 1992
- Charangas delirantes für Synthesizer, 1993
- Jitanjáfora für Violine und Orchester, 1993
- Viejas voces für Viola und Tonband, 1993–94
- Crónicas II für Viola und Synthesizer, 1995
- Concerto für Viola und Orchester, 1995–96
- Viola Desnuda, 1995–97
- La noche für Bassklarinette, Viola und Tonband, 1997
- Sandunga für Viola und Tonband, 1997
- Cuartetas für Bassklarinette, Viola, Klavier und Synthesizer, 1999
- Callejos für Bassklarinette und Tonband, 1999
- Pregones für Cello und Tonband, 2000
- Rocambole für Violine, Cello und Tonband, 2001
- Verdehalago für Sopran, Altflöte, Violine, Kontrabass und Liveelektronik, 2004–06